# Mete Gazoz
Mete Gazoz (Istambul, 8 de junho de 1999) é um arqueiro profissional turco, campeão olímpico.

## Carreira
Gazoz começou a praticar tiro com arco em 2010 e fez sua estreia em competições internacionais em 2013. Ele conquistou a medalha de prata no evento individual juvenil masculino no Campeonato Mundial de Tiro com Arco de 2018, realizado em Yankton. Nos Jogos Olímpicos de Verão de 2020, em Tóquio, consagrou-se campeão e conquistou a medalha de ouro na prova individual.